# Bradshaw (Nebraska)
Bradshaw ist ein Dorf (Village) im York County im Süden von Nebraska, Vereinigte Staaten. Das U.S. Census Bureau hat bei der Volkszählung 2020 eine Einwohnerzahl von 273 ermittelt.

## Geografie
Das Dorf Bradshaw befindet sich rund 12 Kilometer westlich von York. Die nächstgelegenen größeren Städte sind Grand Island (53 km westlich) und Lincoln (88 km östlich).

## Geschichte

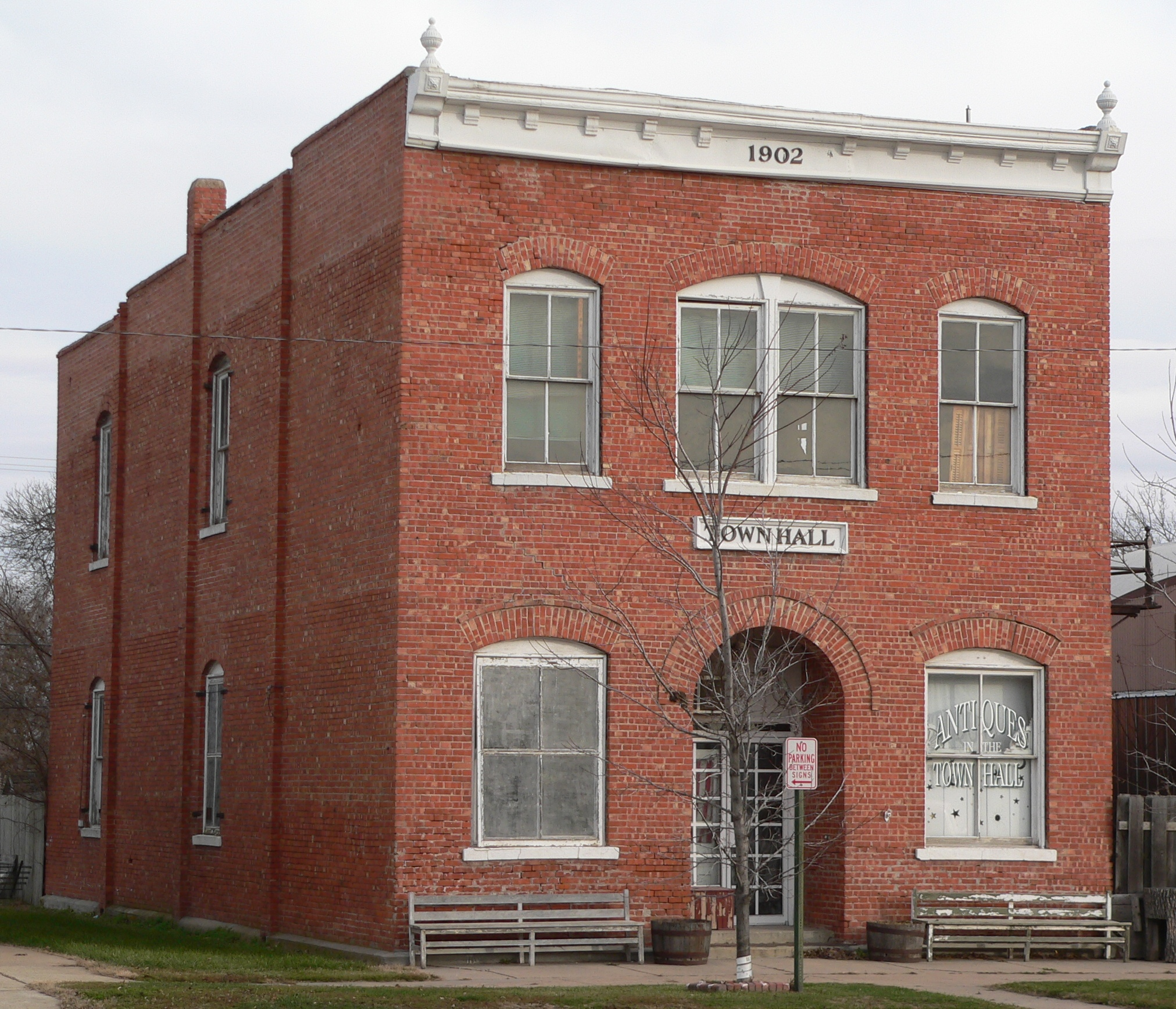

Der Ort wurde 1879 gegründet, als die Burlington and Missouri River Railroad ihr Streckennetz hierher ausbaute. Benannt wurde es nach dem Geburtsnamen der Ehefrau des früheren Landbesitzers, auf dem der Ort erbaut wurde. Das Postbüro eröffnete 1880.
In Bradshaw steht mit dem Gemeindehaus von 1902 (Bradshaw Town Hall) ein Gebäude das im National Register of Historic Places eingetragen wurde.

## Verkehr
Der Ort ist über den U.S. Highway 34 zu erreichen, der im Norden vorbeiführt.
Der nächstgelegene Flugplatz ist der York Municipal Airport.